# Glacera Biafo
La Glacera Biafo (Urdu: بیافو گلیشیر) és una glacera de 67 km de llarg de la serralada del Karakoram a Gilgit-Baltistan, Caixmir pakistanès. S'uneix als 49 km de la Glacera Hispar a una altitud de 5,128 m al coll d'Hispar (Hispar La) tot conformant el sistema glacial més llarg del món fora de les regions polars. Aquesta glacera connecta dos antics regnes muntanyosos, Nagar a l'oest i Baltistan a l'est, via una travessa de 51 km (dels 67 km) de la Biafo més tot l'Hispar representant uns 100 km de ruta glacial.
La glacera Biafo és la tercera glacera més llarga del món fora de les regions polars, després de la Glacera Siachen (70 km) i la Glacera Fedtxenko (77 km). El recorregut de la glacera Biafo és de diversos dies a peu fins a arribar a l'Snow Lake prop del punt més alt. El llac Snow, que conté parts de la Glacera Biafo superior i de la seva glacera afluent Sim Gang, és un dels dipòsits més gran de neu o gel del món fora de les regions polars, amb fins a 1,600 m de fondària.
Al llarg de la Biafo es troben llocs de campament fora de la glacera, adjacents a les morrenes laterals i als pendents de les muntanyes circumdants. El dos primers (passat l'últim poble abans de la glacera, Askole) Mango i Namla, són sovint cobert de flors (i Namla té una bella cascada molt prop de l'àrea de campament). El tercer lloc de campament, Baintha, un gran prat verd amb rierols, és sovint utilitzat com a dia de descans. Observacions de flora i fauna d'alta muntanya són típiques en la pujada, incloent-hi l'Ibex i la Cabra blanca Marjor. L'àrea és també coneguda per la presència de l'os bru de l'Himàlaia, ossos bruns i panteres de les neus, tot i que és rar veure'ls.

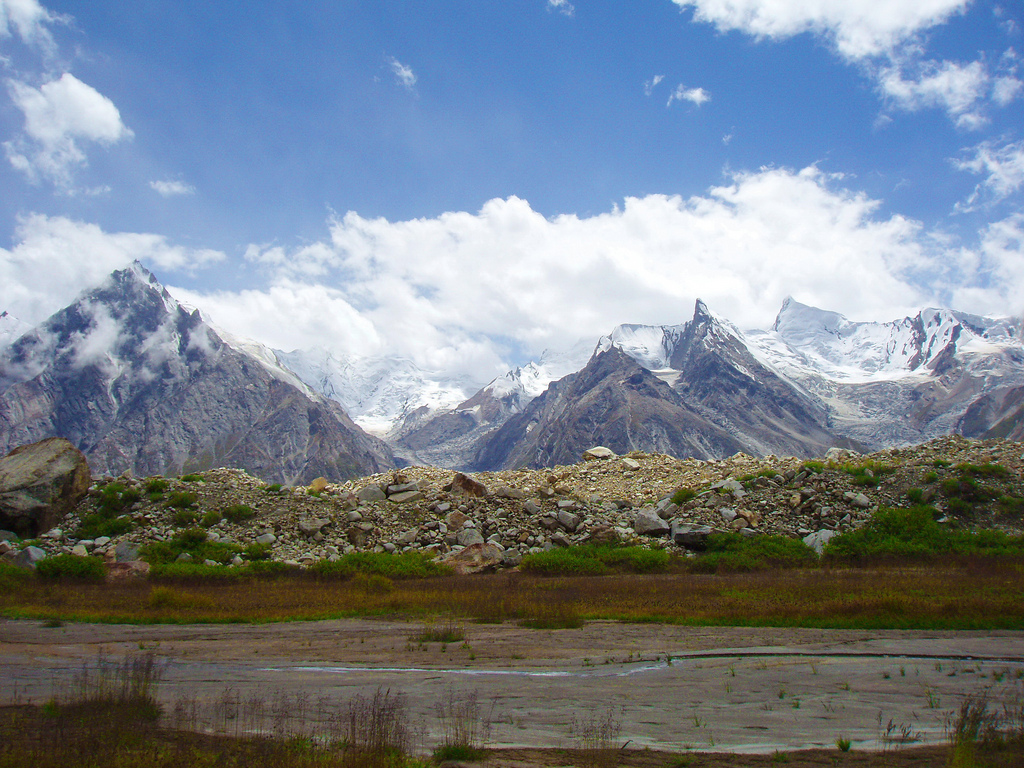
Glacera Biafo a Gilgit Baltistan

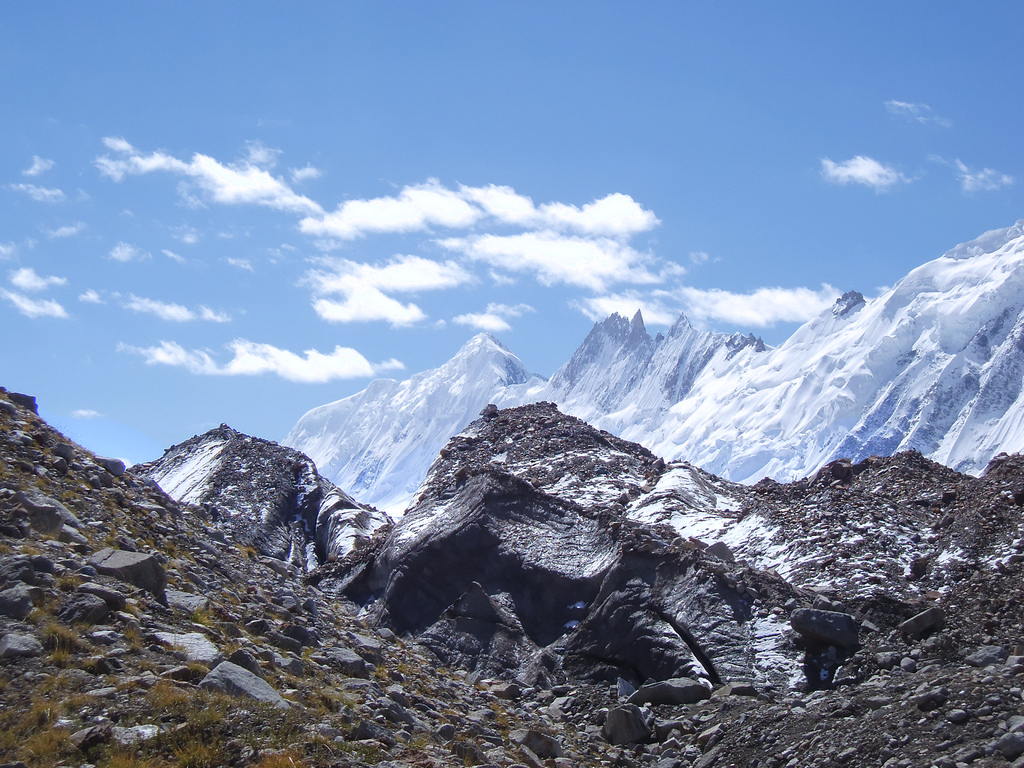
Glacera Biafo

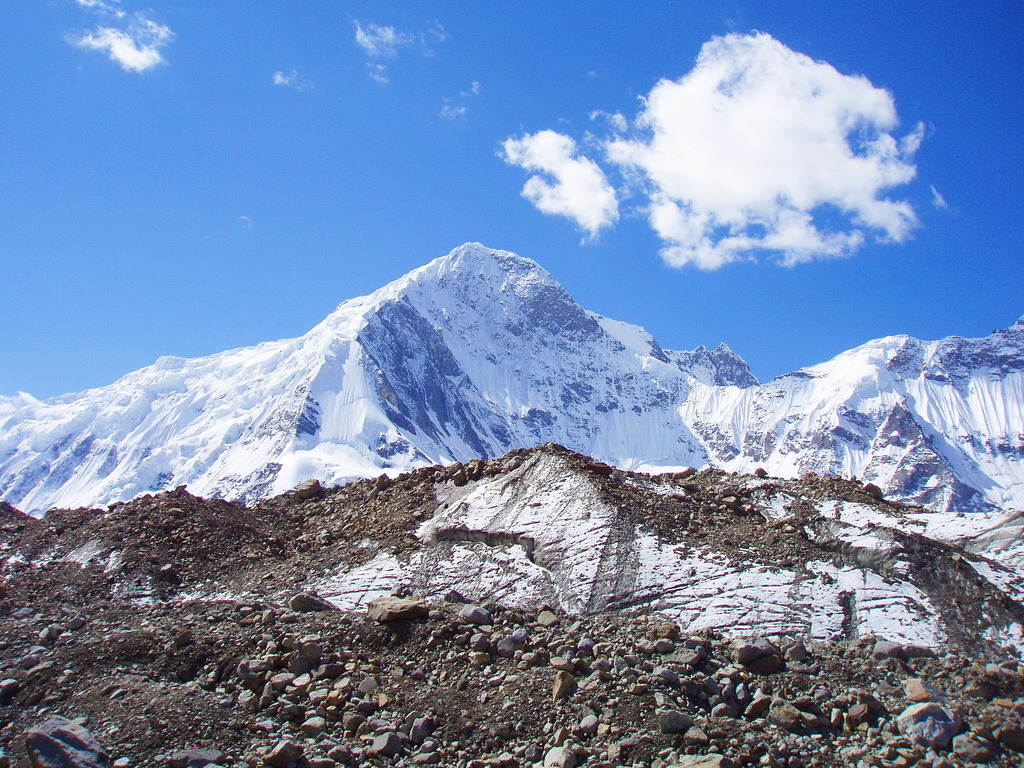
Glacera Biafo